# Bannalgaechungia hanlasana
Bannalgaechungia hanlasana är en insektsart som beskrevs av Kae Kyoung Kwon 1983. Bannalgaechungia hanlasana ingår i släktet Bannalgaechungia och familjen dvärgstritar. Inga underarter finns listade i Catalogue of Life.